# فهرست رکوردهای هواشناسی

در دهه‌های اخیر، رکوردهای جدید دمای بالا به‌طور قابل توجهی از رکوردهای جدید دمای پایین در بخش رو به رشدی از سطح زمین پیشی گرفته‌است.

فهرست رکوردهای هواشناسی فهرستی از شدیدترین پدیده‌های آب و هوایی برای دسته‌های مختلف است. بسیاری از پیشینه‌های آب و هوا تحت شرایط خاص - مانند دمای سطح و سرعت باد - اندازه‌گیری می‌شوند تا بین اندازه‌گیری‌های دیگر اطراف کرهٔ زمین، با آنها سازگاری داشته باشند. هر یک از این رکوردها به عنوان مقدار رکوردی است که به‌طور رسمی مشاهده شده‌است، زیرا ممکن است قبل از اختراع ابزارآلات هواشناسی مدرن یا در مناطق دورافتاده بدون ایستگاه رسمی هواشناسی، از این رکوردهای بالاتری هم مشاهده شده باشد. این فهرست، مشاهدات انجام‌شده از راه سنجش از دور؛ مانند اندازه‌گیری‌های ماهواره‌ای را، شامل نمی‌شود، زیرا این مقادیر سوابق رسمی محسوب نمی‌شوند.

## دما

### شرایط اندازه‌گیری
شرایط استاندارد اندازه‌گیریِ دما در هوا، ۱٫۲۵ متر (۴ فوت) تا ۲ ۲ متر (۷ فوت) بالاتر از سطح زمین و محافظت‌شده از تابش شدید و مستقیم خورشید است؛ ذکر عبارت (x درجه در سایه). فهرست زیر همهٔ ادعاهای تأیید شده با رعایت این روش‌ها را شامل می‌شود.
دمایی که مستقیماً روی سطح زمین اندازه‌گیری شود می‌تواند ۳۰ تا ۵۰ درجه سانتیگراد (۵۴ تا ۹۰ درجه فارنهایت) از دمای هوا فراتر رود.  ۹۳٫۹ درجه سلسیوس (۲۰۱٫۰ درجه فارنهایت). بالاترین دمای طبیعی سطح زمین که تاکنون ثبت شده، ممکن است ۹۳٫۹ درجه سانتیگراد (۲۰۱٫۰ درجه فارنهایت) در فیرنس کریک، کالیفرنیا، ایالات متحده، در ۱۵ ژوئیه ۱۹۷۲ بوده‌باشد. در سال‌های اخیر دمای زمین ۸۴ درجه سانتیگراد (۱۸۳٫۲ درجه فارنهایت) در بندر بور سودان سودان ثبت شد. حداکثر دمای سطح زمین ممکن است بین ۹۰ تا ۱۰۰ درجه سانتیگراد (۱۹۴ و ۲۱۲ درجه فارنهایت) برای خاک‌های خشک و تیره با رسانایی حرارتی پایین نیز تخمین زده شود.
اندازه‌گیری‌های ماهواره‌ای دمای زمین بین سال‌های ۲۰۰۳ و ۲۰۰۹ که با طیف‌سنجی فروسرخ توسط مدیس (MODIS) در ماهوارهٔ آکوا انجام شد، حداکثر دمای ۷۰٫۷ درجه سانتی‌گراد (۱۵۹٫۳ درجه فارنهایت) را یافت که در سال ۲۰۰۵ در دشت لوت، ایران ثبت شد. این اندازه‌گیری ماهواره‌ای همچنین مشخص کرد که دشت لوت بالاترین دمای حداکثر را در پنج سال از هفت سال اندازه‌گیری شده (۲۰۰۴، ۲۰۰۵، ۲۰۰۶، ۲۰۰۷ و ۲۰۰۹) داشته‌است. این اندازه‌گیری‌ها میانگین‌ها در یک منطقهٔ وسیع را منعکس می‌کنند و بنابراین پایین‌تر از دمای حداکثر سطح یک نقطه هستند.
اندازه‌گیری‌های ماهواره‌ای دمای سطح قطب جنوب، که بین سال‌های ۱۹۸۲ و ۲۰۱۳ انجام شد، سردترین دمای ۹۳٫۲- درجه سانتی گراد (۱۳۵٫۸- درجه فارنهایت) را در ۱۰ اوت ۲۰۱۰ در (۸۱°۴۸′جنوبی ۵۹°۱۸′شرقی / ۸۱٫۸°جنوبی ۵۹٫۳°شرقی) یافت. هرچند این با دمای هوا قابل مقایسه نیست، باور کلی بر این است که دمای هوا در این مکان کمتر از رکورد رسمی کمترین دمای هوا ۸۹٫۲- درجه سانتی گراد (۱۲۸٫۶- درجه فارنهایت) بوده‌است.

### گرم‌ترین

#### بالاترین رکورد دمای ثبت‌شده

نقشهٔ جهانی مناطقی که بر پایهٔ سامانه طبقه‌بندی اقلیمی کوپن (Köppen) (آب و هوای گرم و خشک) هستند را نشان می‌دهد. Bh در این مناطق در گرمترین فصل سال دما می‌تواند از 50 C بیشتر شود.

بر اساس گزارش سازمان جهانی هواشناسی (WMO)، بالاترین دمای ثبت شده تا کنون ۵۶٫۷ درجه سلسیوس (۱۳۴٫۱ درجه فارنهایت) در ۱۰ ژوئیه ۱۹۱۳ در فیرنس کریک، کالیفرنیا (گرینلند رنچ)، ایالات متحده بوده، اما اعتبار این رکورد به چالش کشیده شده زیرا در آن زمان احتمالاً مشکلاتی در خواندن داده‌ها وجود داشته که اکنون کشف شده‌است. کریستوفر سی. برت، مورخ هواشناسی که برای «آب و هوا زیرزمینی (سرویس هواشناسی)» Weather Underground می‌نویسد، معتقد است که قرائت دره مرگ در سال ۱۹۱۳ «یک افسانه» است و دست کم ۲٫۲ یا ۲٫۸ درجه سانتیگراد (۴ یا ۵ درجه فارنهایت) بیش از حد بالاست. برت پیشنهاد می‌کند که بالاترین دمای ثبت شده قابل اطمینان روی زمین همچنان می‌تواند در دره مرگ باشد، اما در عوض ۵۴٫۰ درجه سانتی گراد (۱۲۹٫۲ درجه فارنهایت) در ۳۰ ژوئن ۲۰۱۳ ثبت شده‌است. این کمتر از رکورد ۵۵ درجه سانتیگراد (۱۳۱ درجه فارنهایت) در سال ۱۹۳۱ است که در کبیلی، تونس ثبت شده‌است و با رکورد ۵۴ درجه سانتیگراد (۱۲۹ درجه فارنهایت) در سال ۱۹۴۲ از تیرات زوی، اسرائیل همخوانی دارد. قرائت‌های سال‌های ۲۰۱۶ و ۲۰۱۷ در کویت و ایران نیز با رکورد دره مرگ در سال ۲۰۱۳ مطابقت داشته‌است، در حالی که قرائت‌ها در سال‌های ۲۰۲۰ و ۲۰۲۱ نیز در فیرنس کریک حتی تا ۵۴٫۴ درجه سانتی‌گراد (۱۲۹٫۹ درجه فارنهایت / ۱۳۰ درجه فارنهایت) افزایش یافته‌است؛ هرچند هنوز توسط WMO تأیید نشده‌است. WMO اعلام کرده‌است که آنها هنوز به رکورد ۱۹۱۳ پایبند مانده‌اند و در انتظار هر گونه بررسی‌های آینده هستند.
گزارش بالاترین دمای رسمی پیشین در زمین؛ ۵۷٫۸ درجه سانتیگراد (۱۳۶٫۰ درجه فارنهایت)، که در عزیزیه، لیبی در ۱۳ سپتامبر ۱۹۲۲، اندازه‌گیری شده‌بود، در ژوئیه ۲۰۱۲ (نزدیک به یک سده بعد) توسط WMO مورد ارزیابی مجدد قرار گرفت و در گزارشی که در این مورد منتشر شد اعتبار آن رکورد را باطل اعلام کرد. گزارش‌های تأیید نشدهٔ دیگری نیز از دماهای بالا وجود داشته‌است، اما ارقام این دماها هرگز به‌طور رسمی توسط سرویس‌های هواشناسی ملی/WMO تأیید نشده‌اند، و در حال حاضر به عنوان خطاهای ثبت‌کنندگان در نظر گرفته می‌شوند، بنابراین به عنوان رکورد جهانی شناخته نمی‌شوند.

##### بر پایهٔ قاره

###### آفریقا
| کشور/قلمرو                                       | دما                                    | شهر/محل                                         | تاریخ                       |
| ------------------------------------------------ | -------------------------------------- | ----------------------------------------------- | --------------------------- |
| الجزایر                                          | ۵۱٫۳ درجه سلسیوس (۱۲۴٫۳ درجه فارنهایت) | البیض، استان البیض ورقله، الجزایر، استان ورقله  | ۲ سپتامبر ۱۹۷۹ ۵ ژوئیه ۲۰۱۸ |
| بوتسوانا                                         | ۴۴٫۰ درجه سلسیوس (۱۱۱٫۲ درجه فارنهایت) | ماون                                            | ۷ ژانویه ۲۰۱۶               |
| بورکینافاسو                                      | ۴۷٫۲ درجه سلسیوس (۱۱۷٫۰ درجه فارنهایت) | دری                                             | ۱۹۸۴                        |
| چاد                                              | ۴۷٫۶ درجه سلسیوس (۱۱۷٫۷ درجه فارنهایت) | فایا لارگو                                      | ۲۲ ژوئن ۲۰۱۰                |
| کومور                                            | ۳۶٫۰ درجه سلسیوس (۹۶٫۸ درجه فارنهایت)  | (هاهایا) فرودگاه بین‌المللی شاهزاده سعید ابراهیم | ۱۵ نوامبر ۲۰۱۷              |
| اسواتینی                                         | ۴۷٫۴ درجه سلسیوس (۱۱۷٫۳ درجه فارنهایت) | لاوومیسا                                        | ?                           |
| گامبیا                                           | ۴۹٫۰ درجه سلسیوس (۱۲۰٫۲ درجه فارنهایت) | جنوی                                            | ۲۰۰۱                        |
| غنا                                              | ۴۳٫۸ درجه سلسیوس (۱۱۰٫۸ درجه فارنهایت) | ناورونگو                                        | ۲۶ مارسh ۲۰۱۷               |
| گینه                                             | ۴۵٫۰ درجه سلسیوس (۱۱۳٫۰ درجه فارنهایت) | کواندارا، ناحیه بوکه                            | ۲۹ مارس ۲۰۱۷                |
| ماداگاسکار                                       | ۴۳٫۶ درجه سلسیوس (۱۱۰٫۵ درجه فارنهایت) | اجدا، آتسیمو-آندرفانا                           | ?                           |
| مراکش (در آن زمان مراکش تحت حمایت فرانسه)        | ۵۱٫۷ درجه سلسیوس (۱۲۵٫۱ درجه فارنهایت) | اقادیر                                          | ۱۹ اوت ۱۹۴۰                 |
| نیجر                                             | ۴۹٫۵ درجه سلسیوس (۱۲۱٫۱ درجه فارنهایت) | دیفا                                            | ۷ سپتامبر ۱۹۷۸              |
| نیجریه                                           | ۴۶٫۴ درجه سلسیوس (۱۱۵٫۵ درجه فارنهایت) | یولا                                            | ۳ آوریل ۲۰۱۰                |
| رئونیون                                          | ۳۶٫۹ درجه سلسیوس (۹۸٫۴ درجه فارنهایت)  | لو پور                                          | ۶ مارس ۲۰۰۴                 |
| آفریقای جنوبی (در آن زمان اتحادیه آفریقای جنوبی) | ۵۰٫۰ درجه سلسیوس (۱۲۲٫۰ درجه فارنهایت) | دونبرودی، کیپ شرقی                              | ۳ نوامبر ۱۹۱۸               |
| سودان                                            | ۴۹٫۷ درجه سلسیوس (۱۲۱٫۵ درجه فارنهایت) | دنقلا                                           | ۲۵ ژوئن ۲۰۱۰                |
| تونس (در آن زمان تحت قیومیت فرانسه)              | ۵۵ درجه سلسیوس (۱۳۱ درجه فارنهایت)     | قِبِلی                                            | ۷ ژوئیه ۱۹۳۱                |
| صحرای غربی (در آن زمان سمارای اسپانیا)           | ۵۰٫۷ درجه سلسیوس (۱۲۳٫۳ درجه فارنهایت) | سماره                                           | ۱۳ ژوئیه ۱۹۶۱               |
| زامبیا                                           | ۴۲٫۴ درجه سلسیوس (۱۰۸٫۳ درجه فارنهایت) | ایمفوه، استان شرقی                              | ۱۳ اکتبر ۲۰۱۰               |

###### جنوبگان
| کشور/قلمرو                                     | دما                                   | شهر/محل                                                                                        | تاریخ          |
| ---------------------------------------------- | ------------------------------------- | ---------------------------------------------------------------------------------------------- | -------------- |
| جنوبگان (تمامی سرزمین/یخی از °۶۰ جنوبی)        | ۱۹٫۸ درجه سلسیوس (۶۷٫۶ درجه فارنهایت) | ایستگاه پژوهشی سیگنی، جزیره سیگنی                                                              | ۳۰ ژانویه ۱۹۸۲ |
| جنوبگان (سرزمین اصلی و جزایر مجاور)            | ۱۸٫۳ درجه سلسیوس (۶۴٫۹ درجه فارنهایت) | پایگاه اسپرانزا، شبه جزیره ترینیتی                                                             | ۶ فوریه ۲۰۲۰   |
| جنوبگان (فلات جنوبگان > ۲٬۵۰۰ متر (۸٬۲۰۲ فوت)) | −۷٫۰ درجه سلسیوس (۱۹٫۴ درجه فارنهایت) | ایستگاه هواشناسی خودکار D-80 (coordinates: 70°6'S, ۱۳۴°53'W, elevation: ۲٬۵۰۰ متر (۸٬۲۰۲ فوت)) | ۲۸ دسامبر ۱۹۸۹ |
| قطب جنوب                                       | −۱۲٫۳ درجه سلسیوس (۹٫۹ درجه فارنهایت) | ایستگاه جنوبگان آمونسن - اسکات                                                                 | ۲۵ دسامبر ۲۰۱۱ |

###### آسیا
| کشور/قلمرو | دما                                    | شهر/محل                                                | تاریخ                        |
| --- | -------------------------------------- | ------------------------------------------------------ | ---------------------------- |
| افغانستان | ۴۹٫۹ درجه سلسیوس (۱۲۱٫۸ درجه فارنهایت) | فراه                                                   | اوت ۲۰۰۹                     |
| بنگلادش | ۴۵٫۱ درجه سلسیوس (۱۱۳٫۲ درجه فارنهایت) | راج‌شاهی                                                | ۳۰ مه ۱۹۷۲                   |
| بوتان (کشور) | ۴۰٫۰ درجه سلسیوس (۱۰۴٫۰ درجه فارنهایت) | پونت‌شولینگ بوتان                                       | ۲۷ اوت ۱۹۹۷                  |
| کامبوج | ۴۲٫۶ درجه سلسیوس (۱۰۸٫۷ درجه فارنهایت) | پره ویهار                                              | ۱۵ آوریل ۲۰۱۶                |
| چین | ۵۰٫۵ درجه سلسیوس (۱۲۲٫۹ درجه فارنهایت) | شهرستان اربائو، تورفان، سین‌کیانگ                       | ۱۰ ژوئیه ۲۰۱۷                |
| هنگ کنگ | ۳۹٫۰ درجه سلسیوس (۱۰۲٫۲ درجه فارنهایت) | وتلند پارک                                             | ۲۲ اوت ۲۰۱۷                  |
| هند | ۵۱٫۰ درجه سلسیوس (۱۲۳٫۸ درجه فارنهایت) | فالودی، ًراجستان                                        | ۱۹ مه ۲۰۱۶                   |
| اندونزی | ۴۰٫۶ درجه سلسیوس (۱۰۵٫۱ درجه فارنهایت) | بانباربارو، کالیمانتان جنوبی                           | ۱۶ اوت ۱۹۹۷                  |
| ایران | ۵۴٫۰ درجه سلسیوس (۱۲۹٫۲ درجه فارنهایت) | اهواز فرودگاه اهواز (OIAW)                             | ۲۹ ژوئن ۲۰۱۷                 |
| عراق | ۵۳٫۹ درجه سلسیوس (۱۲۹٫۰ درجه فارنهایت) | بصره                                                   | ۲۲ ژوئیه ۲۰۱۶                |
| اسرائیل (در زمان {{country data بریتانیاقیمومت بریتانیا بر فلسطین\|پرچم/هسته\|name=بریتانیاقیمومت بریتانیا بر فلسطین\|variant=\|size=}}) | ۵۴٫۰ درجه سلسیوس (۱۲۹٫۲ درجه فارنهایت) | تیرات زوی                                              | ۲۱ June ۱۹۴۲                 |
| ژاپن | ۴۱٫۱ درجه سلسیوس (۱۰۶٫۰ درجه فارنهایت) | کوماگایا، سایتاما، سایتاما هاماماتسو، شیزوئوکا         | ۲۳ ژوئیه ۲۰۱۸ ۱۷ August ۲۰۲۰ |
| اردن | ۵۰٫۰ درجه سلسیوس (۱۲۲٫۰ درجه فارنهایت) | مرکز تحقیقات کشاورزی دانشگاه اردن                      | ۶ سپتامبر ۲۰۰۲               |
| قزاقستان | ۴۹٫۱ درجه سلسیوس (۱۲۰٫۴ درجه فارنهایت) | ترکستان                                                | ?                            |
| کویت | ۵۳٫۹ درجه سلسیوس (۱۲۹٫۰ درجه فارنهایت) | میریبا                                                 | ۲۱ ژوئیه ۲۰۱۶                |
| قرقیزستان | ۴۳٫۶ درجه سلسیوس (۱۱۰٫۵ درجه فارنهایت) | ینگی‌یر                                                 | ژوئن ۱۹۴۴                    |
| لائوس | ۴۲٫۳ درجه سلسیوس (۱۰۸٫۱ درجه فارنهایت) | سنو                                                    | ۱۲ آوریل ۲۰۱۶                |
| ماکائو | ۳۹٫۰ درجه سلسیوس (۱۰۲٫۲ درجه فارنهایت) | کولوان                                                 | ۲۲ اوت ۲۰۱۷                  |
| مالزی | ۴۰٫۱ درجه سلسیوس (۱۰۴٫۲ درجه فارنهایت) | چوپینگ                                                 | ۹ آوریل ۱۹۹۸                 |
| مالدیو | ۳۴٫۹ درجه سلسیوس (۹۴٫۸ درجه فارنهایت)  | هانیمادهو                                              | ۱۶ April ۲۰۱۶                |
| مغولستان | ۴۴٫۰ درجه سلسیوس (۱۱۱٫۲ درجه فارنهایت) | خونگور، استان دارخن-یول                                | ۲۴ ژوئیه ۱۹۹۹                |
| میانمار | ۴۷٫۲ درجه سلسیوس (۱۱۷٫۰ درجه فارنهایت) | مائینمو                                                | ۱۴ مه ۲۰۱۰                   |
| نپال | ۴۶٫۴ درجه سلسیوس (۱۱۵٫۵ درجه فارنهایت) | دانگادی                                                | ۱۶ ژوئن ۱۹۵۵                 |
| عمان | ۵۱٫۶ درجه سلسیوس (۱۲۴٫۹ درجه فارنهایت) | جبه                                                    | ۱۶ ژوئن ۲۰۲۱                 |
| پاکستان | ۵۳٫۷ درجه سلسیوس (۱۲۸٫۷ درجه فارنهایت) | موهن‌جو دارو and تربت                                   | ۲۸ مه ۲۰۱۷ ۲۶ May ۲۰۱۰       |
| فیلیپین (first recorded under the Insular Government)                                                                                    | ۴۲٫۲ درجه سلسیوس (۱۰۸٫۰ درجه فارنهایت) | تگیگورائو، دره کاگایان                                 | ۱۲ آوریل ۱۹۱۲ 11 May 1969    |
| قطر | ۵۰٫۴ درجه سلسیوس (۱۲۲٫۷ درجه فارنهایت) | دوحه                                                   | ۱۴ ژوئیه ۲۰۱۰                |
| روسیه (Siberia) | ۴۳٫۲ درجه سلسیوس (۱۰۹٫۸ درجه فارنهایت) | چیتا، سرزمین زابایکالسکی                               | 5 June 1898                  |
| عربستان سعودی | ۵۲٫۰ درجه سلسیوس (۱۲۵٫۶ درجه فارنهایت) | جده                                                    | ۲۲ ژوئن ۲۰۱۰                 |
| سنگاپور | ۳۷٫۰ درجه سلسیوس (۹۸٫۶ درجه فارنهایت)  | تنگاه                                                  | ۱۷ آوریل ۱۹۸۳                |
| کره جنوبی | ۴۱٫۰ درجه سلسیوس (۱۰۵٫۸ درجه فارنهایت) | هانگ‌شن، استان گانگوون                                  | ۱ اوت ۲۰۱۸                   |
| سوریه | ۴۹٫۴ درجه سلسیوس (۱۲۰٫۹ درجه فارنهایت) | حسکه                                                   | ۳۰ ژوئیه ۲۰۰۰                |
| تایوان | ۴۰٫۲ درجه سلسیوس (۱۰۴٫۴ درجه فارنهایت) | داوو، شهرستان تایتونگ تایتونگ                          | ۲۵ ژوئیه ۲۰۲۰ ۹ May ۲۰۰۴     |
| تاجیکستان | ۴۸٫۰ درجه سلسیوس (۱۱۸٫۴ درجه فارنهایت) | پنج پایین                                              | ?                            |
| تایلند | ۴۴٫۶ درجه سلسیوس (۱۱۲٫۳ درجه فارنهایت) | مای هونگ سون                                           | ۲۸ آوریل ۲۰۱۶                |
| ترکیه | ۴۹٫۱ درجه سلسیوس (۱۲۰٫۴ درجه فارنهایت) | جیزره، جزیره ابن عمر                                   | ۲۰ ژوئیه ۲۰۲۱                |
| ترکمنستان (then the الگو:Country data Turkmen Soviet Socialist Republic, اتحاد جماهیر شوروی)                                             | ۵۰٫۱ درجه سلسیوس (۱۲۲٫۲ درجه فارنهایت) | منطقه حفاظتی زیست‌کره رپتک، بیابان قره‌قوم، قرق‌خانه رفتک | ۲۸ ژوئیه ۱۹۸۳                |
| امارات متحده عربی | ۵۲٫۱ درجه سلسیوس (۱۲۵٫۸ درجه فارنهایت) | دروازه مرزی الجزیره                                    | ژوئیه ۲۰۰۲                   |
| ویتنام | ۴۳٫۴ درجه سلسیوس (۱۱۰٫۱ درجه فارنهایت) | منطقه هونگ خه، استان‌ها تین                             | ۲۰ آوریل ۲۰۱۹                |

###### اروپا
| کشور/قلمرو                                                                                      | دما                                    | شهر/محل                                                        | تاریخ                     |
| ----------------------------------------------------------------------------------------------- | -------------------------------------- | -------------------------------------------------------------- | ------------------------- |
| آندورا                                                                                          | ۳۹٫۴ درجه سلسیوس (۱۰۲٫۹ درجه فارنهایت) | بردا ویدال                                                     | ۲۸ ژوئن ۲۰۱۹              |
| ارمنستان                                                                                        | ۴۳٫۷ درجه سلسیوس (۱۱۰٫۷ درجه فارنهایت) | مغری ایروان                                                    | ۱ اوت ۲۰۱۱ ۱۲ ژوئیه ۲۰۱۸  |
| اتریش                                                                                           | ۴۰٫۵ درجه سلسیوس (۱۰۴٫۹ درجه فارنهایت) | بد دویچ آلتنبورگ                                               | ۸ اوت ۲۰۱۳                |
| جمهوری آذربایجان                                                                                | ۴۶٫۰ درجه سلسیوس (۱۱۴٫۸ درجه فارنهایت) | جلفا و اردوباد                                                 | ?                         |
| بلاروس                                                                                          | ۳۸٫۹ درجه سلسیوس (۱۰۲٫۰ درجه فارنهایت) | گومل                                                           | ۷ اوت ۲۰۱۰                |
| بلژیک                                                                                           | ۴۱٫۸ درجه سلسیوس (۱۰۷٫۲ درجه فارنهایت) | بژیژنوندیژک، برابانت فلاندر                                    | ۲۵ ژوئن ۲۰۱۹              |
| بوسنی و هرزگوین (then الگو:Country data Austria–Hungary-occupied ولایت بوسنی، امپراتوری عثمانی) | ۴۶٫۲ درجه سلسیوس (۱۱۵٫۲ درجه فارنهایت) | موستار                                                         | ۳۱ ژوئیه ۱۹۰۱             |
| بلغارستان                                                                                       | ۴۵٫۲ درجه سلسیوس (۱۱۳٫۴ درجه فارنهایت) | سادوفو، استان پلوودیف                                          | ۵ اوت ۱۹۱۶                |
| کرواسی (then the جمهوری سوسیالیستی کرواسی, جمهوری فدرال سوسیالیستی یوگسلاوی)                    | ۴۲٫۸ درجه سلسیوس (۱۰۹٫۰ درجه فارنهایت) | پلچه                                                           | ۵ اوت ۱۹۸۱                |
| قبرس                                                                                            | ۴۶٫۲ درجه سلسیوس (۱۱۵٫۲ درجه فارنهایت) | نیکوزیا، مرکز توریستی آتالاسا                                  | ۴ سپتامبر ۲۰۲۰            |
| جمهوری چک                                                                                       | ۴۰٫۴ درجه سلسیوس (۱۰۴٫۷ درجه فارنهایت) | دوبریخوویتسه، ناحیهٔ پراگ-غرب                                   | ۲۰اوت ۲۰۱۲                |
| دانمارک                                                                                         | ۳۶٫۴ درجه سلسیوس (۹۷٫۵ درجه فارنهایت)  | هولشتبرو، استان میتیولن                                        | ۱۰ اوت ۱۹۷۵               |
| استونی                                                                                          | ۳۵٫۶ درجه سلسیوس (۹۶٫۱ درجه فارنهایت)  | وورو                                                           | ۱۱ اوت ۱۹۹۲               |
| فنلاند                                                                                          | ۳۷٫۲ درجه سلسیوس (۹۹٫۰ درجه فارنهایت)  | فرودگاه یوئنسو، لیپری                                          | ۲۹ ژوئیه ۲۰۱۰             |
| فرانسه                                                                                          | ۴۶٫۰ درجه سلسیوس (۱۱۴٫۸ درجه فارنهایت) | ورارگ، شهرستان ارو، فرانسه                                     | ۲۸ ژوئن ۲۰۱۹              |
| آلمان                                                                                           | ۴۱٫۲ درجه سلسیوس (۱۰۶٫۲ درجه فارنهایت) | ناحیه دویسبورگ، نوردراین-وستفالن و تونیسفورث، نوردراین-وستفالن | ۲۵ ژوئیه ۲۰۱۹             |
| یونان                                                                                           | ۴۸٫۰ درجه سلسیوس (۱۱۸٫۴ درجه فارنهایت) | آتن                                                            | ۱۰ ژوئیه ۱۹۷۷             |
| مجارستان                                                                                        | ۴۱٫۹ درجه سلسیوس (۱۰۷٫۴ درجه فارنهایت) | کیش‌کون‌هالاش                                                    | ۲۰ ژوئیه ۲۰۰۷             |
| ایسلند (در آن زمان پادشاهی ایسلند)                                                              | ۳۰٫۵ درجه سلسیوس (۸۶٫۹ درجه فارنهایت)  | تیگرهورن، جوپیوگور                                             | ۲۲ ژوئن ۱۹۳۹              |
| جمهوری ایرلند (در آن زمان قسمتی از بریتانیا)                                                    | ۳۳٫۳ درجه سلسیوس (۹۱٫۹ درجه فارنهایت)  | قلعه کیلکنی، شهرستان کیلکنی                                    | ۲۶ ژوئن ۱۸۸۷              |
| ایتالیا                                                                                         | ۴۷٫۰ درجه سلسیوس (۱۱۶٫۶ درجه فارنهایت) | فوجا (شهر)                                                     | ۲۵ June ۲۰۰۷              |
| لتونی                                                                                           | ۳۷٫۸ درجه سلسیوس (۱۰۰٫۰ درجه فارنهایت) | ونتسپیلس                                                       | ۴ اوت ۲۰۱۴                |
| لیختن‌اشتاین                                                                                     | ۳۷٫۴ درجه سلسیوس (۹۹٫۳ درجه فارنهایت)  | روگل، لیختن اشتاین                                             | ۱۳ اوت ۲۰۰۳               |
| لیتوانی                                                                                         | ۳۷٫۵ درجه سلسیوس (۹۹٫۵ درجه فارنهایت)  | زاراسیای، شهرستان اوتنا                                        | ۳۰ ژوئیه ۱۹۹۴             |
| لوکزامبورگ                                                                                      | ۴۰٫۸ درجه سلسیوس (۱۰۵٫۴ درجه فارنهایت) | اشتاینزل، لوکزامبورگ                                           | ۲۵ ژوئیه ۲۰۱۹             |
| مالت                                                                                            | ۴۳٫۸ درجه سلسیوس (۱۱۰٫۸ درجه فارنهایت) | فرودگاه بین‌المللی مالتا                                        | ۹ اوت ۱۹۹۹                |
| مولداوی                                                                                         | ۴۲٫۴ درجه سلسیوس (۱۰۸٫۳ درجه فارنهایت) | فالیشتی                                                        | ۷ اوت ۲۰۱۲                |
| مونته‌نگرو                                                                                       | ۴۴٫۸ درجه سلسیوس (۱۱۲٫۶ درجه فارنهایت) | پودگوریتسا دانیلوفگراد                                         | ۱۶ اوت ۲۰۰۷ 8 August 2012 |
| هلند                                                                                            | ۴۰٫۷ درجه سلسیوس (۱۰۵٫۳ درجه فارنهایت) | خیلزه ان‌رین                                                    | ۲۵ ژوئیه ۲۰۱۹             |
| مقدونیه شمالی                                                                                   | ۴۵٫۷ درجه سلسیوس (۱۱۴٫۳ درجه فارنهایت) | دمیر کاپیا، دمیر کاپیا                                         | ۲۴ ژوئیه ۲۰۰۷             |
| نروژ                                                                                            | ۳۵٫۶ درجه سلسیوس (۹۶٫۱ درجه فارنهایت)  | نسبین، ویکن (نروژ)                                             | ۲۰ ژوئن ۱۹۷۰              |
| لهستان                                                                                          | ۴۰٫۲ درجه سلسیوس (۱۰۴٫۴ درجه فارنهایت) | پراسزکوو                                                       | ۲۹ ژوئیه ۱۹۲۱             |
| پرتغال                                                                                          | ۴۷٫۴ درجه سلسیوس (۱۱۷٫۳ درجه فارنهایت) | آمارلجا، بجا                                                   | ۱ اوت ۲۰۰۳                |
| رومانی                                                                                          | ۴۴٫۵ درجه سلسیوس (۱۱۲٫۱ درجه فارنهایت) | رامنیسلو، شهرستان برئیلا                                       | ۱۰ اوت ۱۹۵۱               |
| روسیه (در اروپا)                                                                                | ۴۵٫۴ درجه سلسیوس (۱۱۳٫۷ درجه فارنهایت) | اوتا، کالمیکیا قالمیقستان                                      | ۱۲ ژوئیه ۲۰۱۰             |
| الگو:Country data سان ماریو                                                                     | ۴۰٫۳ درجه سلسیوس (۱۰۴٫۵ درجه فارنهایت) | سرواله                                                         | ۳ اوت ۲۰۱۷ ۹ August ۲۰۱۷  |
| صربستان                                                                                         | ۴۴٫۹ درجه سلسیوس (۱۱۲٫۸ درجه فارنهایت) | اسمدرفسکا پلانکا، پودوناولیه                                   | ۲۴ ژوئیه ۲۰۰۷             |
| اسلواکی                                                                                         | ۴۰٫۳ درجه سلسیوس (۱۰۴٫۵ درجه فارنهایت) | هوربانوو                                                       | ۲۰ ژوئیه ۲۰۰۷             |
| اسلوونی                                                                                         | ۴۰٫۸ درجه سلسیوس (۱۰۵٫۴ درجه فارنهایت) | سرکلیه اوب کرکا                                                | ۸ اوت ۲۰۱۳                |
| اسپانیا                                                                                         | ۴۷٫۴ درجه سلسیوس (۱۱۷٫۳ درجه فارنهایت) | رامبلا، کوردبا (as Montoro Vega Armijo)                        | ۱۴ اوت ۲۰۲۱               |
| سوئد                                                                                            | ۳۸٫۰ درجه سلسیوس (۱۰۰٫۴ درجه فارنهایت) | اولتونا، اوپسالا مولیلا، شهرستان کالمار                        | ۹ ژوئیه ۱۹۳۳ 29 June 1947 |
| سوئیس                                                                                           | ۴۱٫۵ درجه سلسیوس (۱۰۶٫۷ درجه فارنهایت) | گرونو، ناحیه موسی                                              | ۱۱ اوت ۲۰۰۳               |
| ترکیه (including the Asian part, where the national record was measured)                        | ۴۹٫۱ درجه سلسیوس (۱۲۰٫۴ درجه فارنهایت) | Cizre, Şırnak Province                                         | ۲۰ ژوئیه ۲۰۲۱             |
| اوکراین                                                                                         | ۴۲٫۰ درجه سلسیوس (۱۰۷٫۶ درجه فارنهایت) | لوهانسک                                                        | ۱۲ اوت ۲۰۱۰               |
| بریتانیا                                                                                        | ۴۰٫۳ درجه سلسیوس (۱۰۴٫۵ درجه فارنهایت) | کنینگزبی، لینکلن‌شر                                             | ۱۹ ژوئیه ۲۰۲۲             |
| واتیکان                                                                                         | ۴۰٫۷ درجه سلسیوس (۱۰۵٫۳ درجه فارنهایت) | واتیکان                                                        | ۲ اوت ۲۰۱۷                |

###### آمریکای شمالی
| کشور/قلمرو                | دما                                    | شهر/محل                                        | تاریخ                                   |
| ------------------------- | -------------------------------------- | ---------------------------------------------- | --------------------------------------- |
| آنگولا                    | ۳۴٫۲ درجه سلسیوس (۹۳٫۶ درجه فارنهایت)  | د والی                                         | ۱۲ سپتامبر ۲۰۱۵                         |
| آنتیگوآ و باربودا         | ۳۴٫۹ درجه سلسیوس (۹۴٫۸ درجه فارنهایت)  | فرودگاه بین‌المللی و. س. برد، سنت جانز          | ۱۲ اوت ۱۹۹۵                             |
| جزایر ویرجین بریتانیا     | ۳۵٫۰ درجه سلسیوس (۹۵٫۰ درجه فارنهایت)  | فرودگاه بین‌المللی ترانس بی. لتسام              | ۲۲ ژوئیه ۲۰۱۶                           |
| کانادا                    | ۴۹٫۶ درجه سلسیوس (۱۲۱٫۳ درجه فارنهایت) | لیتن، بریتیش کلمبیا                            | ۲۹ ژوئن ۲۰۲۱                            |
| جزایر کیمن                | ۳۴٫۹ درجه سلسیوس (۹۴٫۸ درجه فارنهایت)  | فرودگاه بین‌المللی اوون رابرتس، جزیره بزرگ کیمن | ۲۱ اوت ۲۰۱۶                             |
| کوبا                      | ۳۹٫۷ درجه سلسیوس (۱۰۳٫۵ درجه فارنهایت) | وگیتاس (گرند کیمن)                             | ۱۲ آوریل ۲۰۲۰                           |
| دومینیکا                  | ۳۵٫۵ درجه سلسیوس (۹۵٫۹ درجه فارنهایت)  | فرودگاه کنفیلد                                 | ۳ اکتبر ۲۰۱۵                            |
| جمهوری دومینیکن           | ۴۳٫۰ درجه سلسیوس (۱۰۹٫۴ درجه فارنهایت) | مائو (شهر)                                     | ۳۱ اوت ۱۹۵۴                             |
| گرینلند                   | ۳۰٫۱ درجه سلسیوس (۸۶٫۲ درجه فارنهایت)  | ایویتوت گرینلند                                | ۲۳ ژوئن ۱۹۱۵                            |
| گواتمالا                  | ۴۵٫۰ درجه سلسیوس (۱۱۳٫۰ درجه فارنهایت) | استانزوئلا، بخش زکاپا                          | ۱۲ مه ۱۹۹۸                              |
| مارتینیک                  | ۳۶٫۵ درجه سلسیوس (۹۷٫۷ درجه فارنهایت)  | سنت پیر                                        | ۶ اکتبر ۲۰۱۰                            |
| مکزیک                     | ۵۲٫۰ درجه سلسیوس (۱۲۵٫۶ درجه فارنهایت) | مخیکالی                                        | ۲۸ ژوئیه ۱۹۹۵                           |
| پاناما                    | ۴۰٫۰ درجه سلسیوس (۱۰۴٫۰ درجه فارنهایت) | سانفرانسیسکو پاناما                            | ۲۰ مارس ۱۹۹۸                            |
| پورتوریکو                 | ۴۰٫۰ درجه سلسیوس (۱۰۴٫۰ درجه فارنهایت) | جزیره مونا                                     | ۲ ژوئیه ۱۹۹۶                            |
| ایالات متحده آمریکا       | ۵۶٫۷ درجه سلسیوس (۱۳۴ درجه فارنهایت)   | فیرنس کریک، دره مرگ، کالیفرنیا                 | ۱۰ ژوئیه ۱۹۹۳                           |
| جزایر ویرجین ایالات متحده | ۳۷٫۲ درجه سلسیوس (۹۹ درجه فارنهایت)    | سنت توماس خلیج کروز                            | ۴ اوت ۱۹۹۴ و ۲۳ ژوئن ۱۹۹۶ ۳۱ ژوئیه ۱۹۸۸ |

###### اقیانوسیه
| کشور/قلمرو     | دما                                    | شهر/محل                                                  | تاریخ                        |
| -------------- | -------------------------------------- | -------------------------------------------------------- | ---------------------------- |
| استرالیا       | ۵۰٫۷ درجه سلسیوس (۱۲۳٫۳ درجه فارنهایت) | اودناتا، استرالیای جنوبی آنسلو، استرالیای غربی           | ۲ ژانویه ۱۹۶۰ ۱۳ ژانویه ۲۰۲۲ |
| جزایر مارشال   | ۳۵٫۶ درجه سلسیوس (۹۶٫۱ درجه فارنهایت)  | آب‌سنگ حلقوی اوتیریک                                      | ۲۴ اوت ۲۰۱۶                  |
| نیوزیلند       | ۴۲٫۴ درجه سلسیوس (۱۰۸٫۳ درجه فارنهایت) | رنگیورا، کنتربری، نیوزیلند نیوزیلند\|کنتربری، نیوزیلند]] | ۷ فوریه ۱۹۷۳                 |
| پالائو         | ۳۵٫۰ درجه سلسیوس (۹۵٫۰ درجه فارنهایت)  | کورور، پالائو                                            | ۲۲ مارس ۲۰۱۸                 |
| ساموآ          | ۳۵٫۳ درجه سلسیوس (۹۵٫۵ درجه فارنهایت)  | اسائو                                                    | ۲۴ دسامبر ۱۹۶۸               |
| جزایر سلیمان   | ۳۶٫۱ درجه سلسیوس (۹۷٫۰ درجه فارنهایت)  | هونیارا، گوادال‌کانال                                     | ۱ فوریه ۲۰۱۰                 |
| تونگا          | ۳۵٫۵ درجه سلسیوس (۹۵٫۹ درجه فارنهایت)  | نیوافئو                                                  | ۱ فوریه ۲۰۱۶                 |
| وانواتو        | ۳۶٫۲ درجه سلسیوس (۹۷٫۲ درجه فارنهایت)  | لاماپ ملکولا                                             | ۸ فوریه ۲۰۱۶                 |
| والیس و فوتونا | ۳۵٫۸ درجه سلسیوس (۹۶٫۴ درجه فارنهایت)  | فرودگاه پوانت ول، والیس و فوتونا                         | ۱۰ ژانویه ۲۰۱۶               |

###### آمریکای جنوبی
| کشور/قلمرو   | دما                                    | شهر/محل | تاریخ                         |
| ------------ | -------------------------------------- | --- | ----------------------------- |
| آرژانتین     | ۴۸٫۹ درجه سلسیوس (۱۲۰٫۰ درجه فارنهایت) | ریواداویا، استان سانتا | ۱۱ دسامبر ۱۹۰۵                |
| بولیوی       | ۴۶٫۷ درجه سلسیوس (۱۱۶٫۱ درجه فارنهایت) | واللامونتس، شهرستان تاریخا | ۲۹ اکتبر ۲۰۱۰                 |
| برزیل        | ۴۴٫۸ درجه سلسیوس (۱۱۲٫۶ درجه فارنهایت) | نوا مارینگا، ماتو گروسو | ۴ نوامبر ۲۰۲۰ ۵ نوامبر ۲۰۲۰   |
| شیلی         | ۴۴٫۹ درجه سلسیوس (۱۱۲٫۸ درجه فارنهایت) | کویلون، منطقه بیوبیو{{refn \|group="note"\|این رکورد مورد مناقشه قرار گرفته‌است زیرا [[۲۰۱۷ شیلی آتش‌سوزی‌های جنگلی که در اطراف شهر کویلون رخ داده به احتمال زیاد آن آتش‌سوزی‌ها بر این موضوع تأثیر گذاشته‌است | ۲۶ ژانویه ۲۰۱۷                |
| کلمبیا       | ۴۵٫۰ درجه سلسیوس (۱۱۳٫۰ درجه فارنهایت) | پورتو سالگار، کوندینامارکا، کلمبیا | ۲۹ دسامبر ۲۰۱۵                |
| گویان فرانسه | ۳۸٫۰ درجه سلسیوس (۱۰۰٫۴ درجه فارنهایت) | سن لوران دو مرونی | ۲۷ سپتامبر ۲۰۱۶               |
| پاراگوئه     | ۴۵٫۰ درجه سلسیوس (۱۱۳٫۰ درجه فارنهایت) | پاراتز گیل، ناحیه بوکورون | ۱۴ نوامبر ۲۰۰۹                |
| پرو          | ۳۹٫۸ درجه سلسیوس (۱۰۳٫۶ درجه فارنهایت) | چلوکانانز، استان پیورا لانکونز، منطقه پیورا | 2013, 2016                    |
| اروگوئه      | ۴۴٫۰ درجه سلسیوس (۱۱۱٫۲ درجه فارنهایت) | پایساندو، منطقه پایساندو فلوریدا، منطقه فلوریدا | ۲۰ ژانویه۱۹۴۳ ۱۴ January ۲۰۲۲ |
| ونزوئلا      | ۴۳٫۶ درجه سلسیوس (۱۱۰٫۵ درجه فارنهایت) | سانتا آنا دکورو، فالکون | ۲۹ آوریل ۲۰۱۵                 |

#### دیگر رکوردهای درجهٔ حرارت بالا
- بالاترین درجه حرارت ۸۱٫۱ درجه سلسیوس (۱۷۸ درجه فارنهایت): در ظهران، عربستان سعودی در ۸ ژوئیه 2003.[۱۷۵]
- بیشترین روزهای متوالی بالای ۳۷٫۸ درجه سلسیوس (۱۰۰ درجه فارنهایت): ۱۶۰ روز. بار مرمر، استرالیای غربی از ۳۱ اکتبر ۱۹۲۳ تا ۷ آوریل ۱۹۲۴.[۱۷۶]
- بیشترین روزهای متوالی بالای ۴۸٫۹ درجه سلسیوس (۱۲۰ درجه فارنهایت): ۴۳ روز. دره مرگ، کالیفرنیا از ۶ ژوئیه تا ۱۷ اوت ۱۹۱۷.[۱۷۷]
- بالاترین دمای طبیعی سطح زمین: ۹۳٫۹ درجه سلسیوس (۲۰۱٫۰ درجه فارنهایت)، در دره مرگ، کالیفرنیا، ۱۵ ژوئیه ۱۹۷۲.[۵]
- بالاترین دما در هنگام باران: ۴۸٫۳ درجه سلسیوس (۱۱۹٫۰ درجه فارنهایت) در ایمپریال، کالیفرنیا، ۲۴ ژوئیه ۲۰۱۸[۱۷۸]
- بالاترین دما در طول شب: ۴۴٫۲ درجه سلسیوس (۱۱۱٫۶ درجه فارنهایت) در ایستگاه هواشناسی خصب (شاخص WMO = ۴۱۲۴۱) در عمان در ۱۷ ژوئن ۲۰۱۷.[۱۷۹][note ۱۳]
- Highest minimum temperature for a 24-hour period and for a calendar day: ۴۲٫۶ درجه سلسیوس (۱۰۸٫۷ درجه فارنهایت) at Qurayyat, Oman on 25 June 2018.[۱۸۱]
- Highest average monthly temperature: ۴۲٫۳ درجه سلسیوس (۱۰۸٫۱ درجه فارنهایت), in Death Valley, California, for the month of July 2018.[۱۸۲][۱۸۳]
- Highest temperature north of the Arctic Circle: Under investigation (possibly ۳۸ درجه سلسیوس (۱۰۰ درجه فارنهایت) in Verkhoyansk, Russia on 2۰ ژوئن ۲۰۲۰).[۱۸۴][۱۸۵][۱۸۶]

### رطوبت
- بالاترین دمای نقطه شبنم: نقطه شبنم ۳۵ درجه سلسیوس (۹۵ درجه فارنهایت) — در دمای ۴۲ درجه سلسیوس (۱۰۸ درجه فارنهایت) — در ظهران، عربستان سعودی، در at 3:00 p.m. در ۸ ژوئیه ۲۰۰۳، مشاهده شد.[۱۸۷]
- بالاترین دما با رطوبت نسبی ۱۰۰٪: دمای ۳۴ درجه سلسیوس (۹۳ درجه فارنهایت) با رطوبت نسبی ۱۰۰٪ در جاسک، ایران، در ۲۱ ژوئیه ۲۰۱۲ دیده شد.[۱۸۸]

### سردترین

#### پایین‌ترین دمای ثبت‌شده

##### بر پایهٔ قاره

###### آفریقا
| کشور/قلمرو                                | دما                                     | شهر/محل                                                     | تاریخ                   |
| ----------------------------------------- | --------------------------------------- | ----------------------------------------------------------- | ----------------------- |
| الجزایر                                   | −۱۳٫۸ درجه سلسیوس (۷٫۲ درجه فارنهایت)   | مشریه                                                       | ۲۸ ژانویه ۲۰۰۵          |
| بورکینافاسو                               | ۵٫۰ درجه سلسیوس (۴۱٫۰ درجه فارنهایت)    | مارکویه                                                     | ژانویه ۱۹۷۵             |
| بوتسوانا                                  | −۱۵٫۰ درجه سلسیوس (۵٫۰ درجه فارنهایت)   | تشابونگ، بوتسوانا                                           | ?                       |
| اسواتینی                                  | −۶٫۷ درجه سلسیوس (۱۹٫۹ درجه فارنهایت)   | بیگ بند                                                     | ?                       |
| گامبیا                                    | ۴٫۰ درجه سلسیوس (۳۹٫۲ درجه فارنهایت)    | جنوی                                                        | ۲۰۰۳                    |
| غنا                                       | ۱۱٫۰ درجه سلسیوس (۵۱٫۸ درجه فارنهایت)   | کوماسی، تافو                                                | ?                       |
| گینه                                      | ۲٫۵ درجه سلسیوس (۳۶٫۵ درجه فارنهایت)    | بیرینگ                                                      | ۲ ژانویه ۱۹۸۲           |
| لسوتو                                     | −۲۱٫۰ درجه سلسیوس (−۵٫۸ درجه فارنهایت)  |                                                             | ?                       |
| ماداگاسکار                                | −۱٫۰ درجه سلسیوس (۳۰٫۲ درجه فارنهایت)   | آنتسیراب، واکینانکاراترا                                    | ?                       |
| مراکش (در آن زمان مراکش تحت حمایت فرانسه) | −۲۳٫۹ درجه سلسیوس (−۱۱٫۰ درجه فارنهایت) | افران، مراکش                                                | ۱۱ فوریه ۱۹۳۵           |
| نیجر                                      | −۲٫۴ درجه سلسیوس (۲۷٫۷ درجه فارنهایت)   | بیلما                                                       | ۱۳ ژانویه ۱۹۹۵          |
| رئونیون                                   | −۵٫۰ درجه سلسیوس (۲۳٫۰ درجه فارنهایت)   | روستای دو بلکوم                                             | ۱۰ سپتامبر ۱۹۷۵         |
| آفریقای جنوبی                             | −۲۰٫۱ درجه سلسیوس (−۴٫۲ درجه فارنهایت)  | بافلسفونتین، نزدیک مولتنو، کیپ شرقی، مولتنو (آفریقای جنوبی) | ۲۳ اوت ۲۰۱۳             |
| اسپانیا( جزایر قناری)                     | −۱۴٫۵ درجه سلسیوس (۵٫۹ درجه فارنهایت)   | تید، تنریفه                                                 | ۲۹ ژانویه ۲۰۱۸          |
| سودان                                     | −۱٫۰ درجه سلسیوس (۳۰٫۲ درجه فارنهایت)   | زالنجی                                                      | دسامبر ۱۹۶۱ ژانویه ۱۹۶۲ |

###### جنوبگان
| کشور/قلمرو | درجه حرارت                               | شهر/محل                        | -            |
| ---------- | ---------------------------------------- | ------------------------------ | ------------ |
| جنوبگان    | −۸۹٫۲ درجه سلسیوس (−۱۲۸٫۶ درجه فارنهایت) | پایگاه وستوک                   | ۲۱ ژوئیه۱۹۸۳ |
| قطب جنوب   | −۸۲٫۸ درجه سلسیوس (−۱۱۷٫۰ درجه فارنهایت) | ایستگاه جنوبگان آمونسن - اسکات | ۲۳ ژوئن ۱۹۸۲ |

###### آسیا
| !کشور/قلمرو | دما                                     | شهر/محل                                                                | تاریخ                     |
| --- | --------------------------------------- | ---------------------------------------------------------------------- | ------------------------- |
| افغانستان | −۵۲٫۲ درجه سلسیوس (−۶۲٫۰ درجه فارنهایت) | شهرک                                                                   | ژانویه ۱۹۶۴               |
| ارمنستان (در آن زمان جمهوری شوروی سوسیالیستی ارمنستان، اتحاد جماهیر شوروی)                                                                            | −۴۲٫۰ درجه سلسیوس (−۴۳٫۶ درجه فارنهایت) | پاغاکن و آشوتسک                                                        | ۱۹۶۱                      |
| جمهوری آذربایجان | −۳۳٫۰ درجه سلسیوس (−۲۷٫۴ درجه فارنهایت) | جلفا و اردوباد                                                         | ?                         |
| بنگلادش (در آن زمان ریاست جمهوری بنگال که قسمتی راج بریتانیا) و یکی از سه بخش اداری هند بریتانیا به همراه ریاست جمهوری بمبئی و ریاست جمهوری مدرس بود. | ۱٫۱ درجه سلسیوس (۳۴٫۰ درجه فارنهایت)    | دیناژپور                                                               | ۳ فوریه ۱۹۰۵              |
| چین | −۵۸٫۰ درجه سلسیوس (−۷۲٫۴ درجه فارنهایت) | موه (موه شیان), هیلونگ‌جیانگ                                            | ۳۱ دسامبر ۲۰۰۹            |
| کامبوج | ۷٫۰ درجه سلسیوس (۴۴٫۶ درجه فارنهایت)    | موندولکیری، راتاناکیری و پره ویهار                                     | ۲۹ ژانویه ۲۰۰۷            |
| هنگ کنگ | −۶٫۰ درجه سلسیوس (۲۱٫۲ درجه فارنهایت)   | تای مو شان                                                             | ۲۴ ژانویه ۲۰۱۶            |
| هند | −۴۸٫۰ درجه سلسیوس (−۵۴٫۴ درجه فارنهایت) | دراس، لداخ                                                             | ۹ ژانویه ۱۹۹۵             |
| اندونزی | −۹٫۰ درجه سلسیوس (۱۵٫۸ درجه فارنهایت)   | فلات دینگ                                                              | ۲۴ ژوئن ۲۰۱۹              |
| ایران | −۴۶٫۰ درجه سلسیوس (−۵۰٫۸ درجه فارنهایت) | بستان آباد                                                             | ۱۹۷۲                      |
| اسرائیل | −۱۴٫۲ درجه سلسیوس (۶٫۴ درجه فارنهایت)   | مرم جولان                                                              | ۱۰ ژانویه ۲۰۱۵            |
| ژاپن | −۴۱٫۰ درجه سلسیوس (−۴۱٫۸ درجه فارنهایت) | آساهیکاوا، هوکایدو                                                     | ۲۵ ژانویه ۱۹۰۲            |
| اردن | −۱۶٫۰ درجه سلسیوس (۳٫۲ درجه فارنهایت)   | الشوبک                                                                 | ۱۵ دسامبر ۲۰۱۳            |
| قزاقستان | −۵۷٫۰ درجه سلسیوس (−۷۰٫۶ درجه فارنهایت) | اتباسار                                                                | ?                         |
| کویت | −۴٫۸ درجه سلسیوس (۲۳٫۴ درجه فارنهایت)   | سلمی                                                                   | ۳ ژانویه ۲۰۰۹             |
| قرقیزستان | −۵۳٫۶ درجه سلسیوس (−۶۴٫۵ درجه فارنهایت) | دره فرغانه                                                             | ?                         |
| مالزی | ۷٫۸ درجه سلسیوس (۴۶٫۰ درجه فارنهایت)    | کمرون هایلندز                                                          | ۱ فوریه ۱۹۷۸              |
| مالدیو | ۱۷٫۲ درجه سلسیوس (۶۳٫۰ درجه فارنهایت)   | جزیره هولهوله، که در کنار فرودگاه بین‌المللی ابراهیم نصیر قرار گرفته‌است | ۱۱ آوریل ۱۹۷۸             |
| مغولستان | −۵۵٫۳ درجه سلسیوس (−۶۷٫۵ درجه فارنهایت) | زونگووی، استان اووس                                                    | ۳۱ دسامبر ۱۹۷۶            |
| میانمار | −۶٫۰ درجه سلسیوس (۲۱٫۲ درجه فارنهایت)   | هاخا                                                                   | ۳۰ دسامبر ۱۹۹۰            |
| نپال | −۴۵ درجه سلسیوس (−۴۹ درجه فارنهایت)     | کوه اورست                                                              | ?                         |
| کره شمالی (در آن زمان کره ژاپن) | −۴۳٫۶ درجه سلسیوس (−۴۶٫۵ درجه فارنهایت) | شهرستان چونگانگ                                                        | ۱۱۲ ژانویه ۱۹۳۳           |
| پاکستان | −۲۴ درجه سلسیوس (−۱۱ درجه فارنهایت)     | سکردو                                                                  | ۷ ژانویه ۱۹۹۵             |
| فیلیپین | ۶٫۳ درجه سلسیوس (۴۳٫۳ درجه فارنهایت)    | باگیو                                                                  | ۱۸ ژانویه ۱۹۶۱            |
| قطر | ۱٫۵ درجه سلسیوس (۳۴٫۷ درجه فارنهایت)    | ابو سمره                                                               | ۵ فوریه ۲۰۱۷              |
| روسیه (سیبری) (first in the امپراتوری روسیه, سپس در اتحاد جماهیر شوروی, جمهوری فدراتیو سوسیالیستی روسیه شوروی)                                        | −۶۷٫۸ درجه سلسیوس (−۹۰٫۰ درجه فارنهایت) | ورخویانسک و اویمیاکن، هر دو در یاقوتستان                               | ۷ فوریه ۱۸۹۲ ۶ فوریه ۱۹۳۳ |
| عربستان سعودی | −۱۲٫۰ درجه سلسیوس (۱۰٫۴ درجه فارنهایت)  | طریف                                                                   | ?                         |
| سنگاپور | ۱۹٫۰ درجه سلسیوس (۶۶٫۲ درجه فارنهایت)   | پایا لبار                                                              | ۱۴ فوریه ۱۹۸۹             |
| کره جنوبی | −۳۲٫۶ درجه سلسیوس (−۲۶٫۷ درجه فارنهایت) | یانگ‌پیونگ                                                              | ۵ ژانویه ۱۹۸۱             |
| سوریه | −۲۳٫۰ درجه سلسیوس (−۹٫۴ درجه فارنهایت)  | ادلب                                                                   | ژانویه ۱۹۵۱               |
| تایوان | −۱۸٫۴ درجه سلسیوس (−۱٫۱ درجه فارنهایت)  | یوشان                                                                  | ۳۱ ژانویه ۱۹۷۰            |
| تایلند | −۱٫۴ درجه سلسیوس (۲۹٫۵ درجه فارنهایت)   | ساکون ناکون، شمال شرقی تایلند                                          | ۲ ژانویه ۱۹۷۴             |
| ترکیه | −۴۶٫۴ درجه سلسیوس (−۵۱٫۵ درجه فارنهایت) | چالدران، استان وان                                                     | ۹ ژانویه ۱۹۹۰             |
| ترکمنستان | −۳۶٫۰ درجه سلسیوس (−۳۲٫۸ درجه فارنهایت) | ولایت داش‌اغوز                                                          | ?                         |
| امارات متحده عربی | −۵٫۴ درجه سلسیوس (۲۲٫۳ درجه فارنهایت)   | کوه جیس                                                                | ۳ فوریه ۲۰۱۷              |
| ویتنام (در آن زمان ویتنام شمالی) | −۶٫۱ درجه سلسیوس (۲۱٫۰ درجه فارنهایت)   | منطقه مسکونی سا پا                                                     | ۴ ژانویه ۱۹۷۴             |

###### اروپا
| کشور/قلمرو | دما                                     | شهر/محل                                         | تاریخ                                       |
| --- | --------------------------------------- | ----------------------------------------------- | ------------------------------------------- |
| آلبانی | −۲۵٫۸ درجه سلسیوس (−۱۴٫۴ درجه فارنهایت) | شتیلا                                           | ?                                           |
| اتریش | −۵۲٫۶ درجه سلسیوس (−۶۲٫۷ درجه فارنهایت) | گرونلوخ دره                                     | ۱۹ فوریه ۱۹۳۲                               |
| بلاروس (در آن زمان الگو:Country data جمهوری شوروی سوسیالیستی بلاروس, اتحاد جماهیر شوروی) | −۴۲٫۲ درجه سلسیوس (−۴۴٫۰ درجه فارنهایت) | اسلانوئه، منطقه ویتبسک                          | ۱۷ ژانویه ۱۹۴۰                              |
| بلژیک | −۳۰٫۱ درجه سلسیوس (−۲۲٫۲ درجه فارنهایت) | درهٔ لیس در روشفور                               | ۲۰ ژانویه ۱۹۴۰                              |
| بوسنی و هرزگوین (در آن زمان الگو:Country data جمهوری سوسیالیستی بوسنی و هرزگوین, الگو:Country data جمهوری فدرال سوسیالیستی یوگسلاوی) | −۴۲٫۵ درجه سلسیوس (−۴۴٫۵ درجه فارنهایت) | ایگمان در کانتون سارایوو                        | ۲۴ ژانویه ۱۹۶۳                              |
| بلغارستان | −۳۸٫۳ درجه سلسیوس (−۳۶٫۹ درجه فارنهایت) | ترن                                             | ۲۵ ژانویه ۱۹۴۷                              |
| کرواسی | −۳۴٫۶ درجه سلسیوس (−۳۰٫۳ درجه فارنهایت) | گراچاک                                          | ۱۳ ژانویه ۲۰۰۳                              |
| قبرس | −۱۲٫۸ درجه سلسیوس (۹٫۰ درجه فارنهایت)   | تریکوکیا، پرودروموس                             | ۳۰ ژانویه ۱۹۶۴                              |
| جمهوری چک (در آن زمان قسمتی از چکسلواکی) | −۴۲٫۲ درجه سلسیوس (−۴۴٫۰ درجه فارنهایت) | لیتوینوویتسه                                    | ۱۱ فوریه ۱۹۲۹                               |
| دانمارک | −۳۱٫۲ درجه سلسیوس (−۲۴٫۲ درجه فارنهایت) | شهرداری تیستد، استان نوردیولند                  | ۵ ژانویه ۱۹۸۲                               |
| استونی | −۴۳٫۵ درجه سلسیوس (−۴۶٫۳ درجه فارنهایت) | یوگوا، شهرستان یوگوا                            | ۱۷ ژانویه ۱۹۴۰                              |
| فنلاند | −۵۱٫۵ درجه سلسیوس (−۶۰٫۷ درجه فارنهایت) | پوککا، کیتیلا، لاپلند                           | ۲۸ ژانویه ۱۹۹۹                              |
| فرانسه | −۴۱٫۰ درجه سلسیوس (−۴۱٫۸ درجه فارنهایت) | موته، دو، فرانسه                                | ۱۷ ژانویه ۱۹۸۵                              |
| آلمان | −۴۵٫۹ درجه سلسیوس (−۵۰٫۶ درجه فارنهایت) | فونتن‌سی، برشتس گادنرلند، باواریا                | ۲۴ دسامبر ۲۰۰۱                              |
| یونان | −۲۷٫۸ درجه سلسیوس (−۱۸٫۰ درجه فارنهایت) | پتولمائیدا                                      | ۲۷ ژانویه ۱۹۶۳                              |
| مجارستان | −۳۵٫۰ درجه سلسیوس (−۳۱٫۰ درجه فارنهایت) | میسکولکتاپولکا                                  | ۱۶ فوریه ۱۹۴۰                               |
| ایسلند (در آن زمان ایسند دانمارک بود) | −۳۷٫۹ درجه سلسیوس (−۳۶٫۲ درجه فارنهایت) | گریمستایر                                       | ۲۱ ژانویه ۱۹۱۸                              |
| جمهوری ایرلند (در آن زمان بریتانیا) | −۱۹٫۱ درجه سلسیوس (−۲٫۴ درجه فارنهایت)  | قلعه مارکری، شهرستان اسلایگو، ایرلند            | ۱۶ ژانویه ۱۸۸۱                              |
| ایتالیا | −۴۹٫۶ درجه سلسیوس (−۵۷٫۳ درجه فارنهایت) | بوسا فادوستا، پاله دی سان مارتینو               | ۱۰ فوریه۲۰۱۳                                |
| لتونی | −۴۳٫۲ درجه سلسیوس (−۴۵٫۸ درجه فارنهایت) | دوگوپلس                                         | ۸ فوریه ۱۹۵۶                                |
| لیتوانی | −۴۲٫۹ درجه سلسیوس (−۴۵٫۲ درجه فارنهایت) | اوتنا، پرچم                                     | ۱ فوریه ۱۹۵۶                                |
| مالت | ۱٫۴ درجه سلسیوس (۳۴٫۵ درجه فارنهایت)    | فرودگاه بین‌المللی مالت                          | ۲۹ ژانویه ۱۹۸۱                              |
| مولداوی | −۳۵٫۵ درجه سلسیوس (−۳۱٫۹ درجه فارنهایت) | براتوشنی، منطقه ادینیت                          | ۲۰ ژانویه ۱۹۶۳                              |
| هلند (در آن زمان Nazi-هلند در اشغال نازی) | −۲۷٫۴ درجه سلسیوس (−۱۷٫۳ درجه فارنهایت) | وینترس‌ویک                                       | ۲۷ ژانویه ۱۹۴۲                              |
| مقدونیه شمالی (در آن زمان {{country data جمهوری سوسیالیستی مقدونیه\|پرچم/هسته\|name=SR Macedonia\|variant=\|size=}}, الگو:Country data Socialist Federal جمهوری یوگسلاوی)                                                                               | −۳۱٫۵ درجه سلسیوس (−۲۴٫۷ درجه فارنهایت) | بروفو، شهرستان بروفو                            | ۲۷ ژانویه ۱۹۵۴                              |
| نروژ (در آن زمان اتحاد سوئد و نروژ) | −۵۱٫۴ درجه سلسیوس (−۶۰٫۵ درجه فارنهایت) | کاراشوک، فینمارک                                | ۱ ژانویه ۱۸۸۶                               |
| لهستان (در آن زمان لهستان در اشغال نازی‌ها بود) | −۴۱٫۰ درجه سلسیوس (−۴۱٫۸ درجه فارنهایت) | شدلتسه، استان ماسووان                           | ۱۱ ژانویه ۱۹۴۰                              |
| پرتغال | −۱۶٫۰ درجه سلسیوس (۳٫۲ درجه فارنهایت)   | پنهاس دا ساود، شهرستان کوویلیا میراندا دودوئورو | ۱۶ ژانویه ۱۹۴۵ و ۵ فوریه ۱۹۵۴               |
| رومانی | −۳۸٫۵ درجه سلسیوس (−۳۷٫۳ درجه فارنهایت) | بًد، شهرستان براشوو                              | ۲۵ ژانویه ۱۹۴۲                              |
| روسیه اروپایی (در آن زمان {{country data جمهوری فدراتیو سوسیالیستی روسیه شوروی جمهوری\|پرچم/هسته\|name=Russian SFSR\|variant=\|size=}}, {{country data اتحاد جماهیر شوروی سوسیالیستی\|پرچم/هسته\|name=اتحاد جماهیر شوروی سوسیالیستی\|variant=\|size=}}) | −۵۸٫۱ درجه سلسیوس (−۷۲٫۶ درجه فارنهایت) | ناحیه شوگور، جمهوری کومی                        | ۳۱ دسامبر ۱۹۷۸                              |
| صربستان | −۳۹٫۸ درجه سلسیوس (−۳۹٫۶ درجه فارنهایت) | کارایوکیچا بوناری، ناحیه زلاتیبور               | ۲۶ ژانویه ۲۰۰۶                              |
| اسلواکی (در آن زمان چکسلواکی) | −۴۱٫۰ درجه سلسیوس (−۴۱٫۸ درجه فارنهایت) | منطقه بانسکا بیستریکا                           | ۱۱ فوریه ۱۹۲۹                               |
| اسلوونی (then جمهوری سوسیالیستی اسلوونی, جمهوری فدرال سوسیالیستی یوگسلاوی) | −۳۴٫۵ درجه سلسیوس (−۳۰٫۱ درجه فارنهایت) | بابنو پولیه (روستای بابنو پولجه)                | ۱۵ فوریه ۱۹۵۶ ۱۶ فوریه ۱۹۵۶ 13 January 1968 |
| اسپانیا | −۳۲٫۰ درجه سلسیوس (−۲۵٫۶ درجه فارنهایت) | Estany Gento (استان لریدا)                      | ۲ فوریه ۱۹۵۶                                |
| سوئد | −۵۲٫۶ درجه سلسیوس (−۶۲٫۷ درجه فارنهایت) | ووگاتشلمه، لاپلند                               | ۲ فوریه ۱۹۶۶                                |
| سوئیس | −۴۱٫۸ درجه سلسیوس (−۴۳٫۲ درجه فارنهایت) | لا بروین                                        | ۱۲ ژانویه ۱۹۸۷                              |
| اوکراین (در آن زمان {{country data جمهوری شوروی سوسیالیستی اوکراین\|پرچم/هسته\|name=جمهوری شوروی سوسیالیستی اوکراین\|variant=1927\|size=}}, اتحاد جماهیر شوروی)                                                                                         | −۴۱٫۹ درجه سلسیوس (−۴۳٫۴ درجه فارنهایت) | لوهانسک                                         | ۸ ژانویه ۱۹۳۵                               |
| بریتانیا | −۲۷٫۲ درجه سلسیوس (−۱۷٫۰ درجه فارنهایت) | برائمار، ابردین‌شیر آلتنهارا، ساترلند            | ۱۱ فوریه ۱۸۹۵ ۱۰ ژانویه ۱۹۸۲ ۳۰ دسامبر ۱۹۹۵ |

###### آمریکای شمالی
| کشور/قلمرو                            | دما                                     | شهر/محل                                         | تاریخ                           |
| ------------------------------------- | --------------------------------------- | ----------------------------------------------- | ------------------------------- |
| آنتیگوآ و باربودا                     | ۱۶٫۱ درجه سلسیوس (۶۱٫۰ درجه فارنهایت)   | فرودگاه بین‌المللی و. س. برد، آنتیگوا            | ۳۱ دسامبر ۱۹۷۴ و ۲۸ ژانویه ۱۹۷۶ |
| کانادا                                | −۶۳٫۰ درجه سلسیوس (−۸۱٫۴ درجه فارنهایت) | اسناگ، یوکان                                    | ۳ فوریه ۱۹۷۴                    |
| جزایر کیمن                            | ۱۱٫۱ درجه سلسیوس (۵۲٫۰ درجه فارنهایت)   | فرودگاه بین‌المللی اوون رابرتس، جزایر کیمن       | ?                               |
| کوبا                                  | ۰٫۶ درجه سلسیوس (۳۳٫۱ درجه فارنهایت)    | باینوئا، استان مایابکه                          | ۱۸ فوریه ۱۹۹۶                   |
| جمهوری دومینیکن                       | −۷٫۰ درجه سلسیوس (۱۹٫۴ درجه فارنهایت)   | واله نووو، استان لا وگا                         | ۱۷ ژانویه ۱۹۸۳                  |
| گرینلند                               | −۶۹٫۶ درجه سلسیوس (−۹۳٫۳ درجه فارنهایت) | ایستگاه هواشناسی خودکار کلینک، صفحه یخی گرینلند | ۲۲ دسامبر ۱۹۹۱                  |
| گواتمالا                              | −۱۱٫۵ درجه سلسیوس (۱۱٫۳ درجه فارنهایت)  | اولنتپک، شهرستان کتسالتنانگو                    | ?                               |
| مارتینیک                              | ۱۴٫۱ درجه سلسیوس (۵۷٫۴ درجه فارنهایت)   | Le Lamentin                                     | ۲۵ دسامبر ۱۹۶۴                  |
| مکزیک                                 | −۲۵٫۱ درجه سلسیوس (−۱۳٫۲ درجه فارنهایت) | مادرو، چی‌هواهوا                                 | ۲۷ دسامبر۱۹۹۷                   |
| پاناما                                | ۲٫۰ درجه سلسیوس (۳۵٫۶ درجه فارنهایت)    | بنجو گرند، استان چیریکی                         | ۲۰ فوریه ۱۹۹۵                   |
| پورتوریکو                             | ۴٫۴ درجه سلسیوس (۴۰ درجه فارنهایت)      | ایبانیتو، پورتوریکو سان سباستیان                | ۹ مارس ۱۹۱۱ ۲۴ ژانویه۱۹۶۶       |
| الگو:Country data جزایر ویرجین آمریکا | ۱۰٫۶ درجه سلسیوس (۵۱ درجه فارنهایت)     | دهکده امید آنا، Saint Croix                     | ۳۱ ژانویه ۱۹۵۴                  |
| ایالات متحده آمریکا · ( آلاسکا)       | −۶۲٫۲ درجه سلسیوس (−۸۰ درجه فارنهایت)   | پروسپکت کریک، آلاسکا                            | ۲۳ ژانویه ۱۹۷۱                  |
| ایالات متحده آمریکا · (contiguous)    | −۵۶٫۷ درجه سلسیوس (−۷۰ درجه فارنهایت)   | راجرز پاس، مونتانا                              | ۲۰ ژانویه ۱۹۵۴                  |

###### آمریکای جنوبی
| کشور/قلمرو   | دما                                     | شهر/محل                          | تاریخ          |
| ------------ | --------------------------------------- | -------------------------------- | -------------- |
| آرژانتین     | −۳۲٫۸ درجه سلسیوس (−۲۷٫۰ درجه فارنهایت) | ساریمنتو، استان چوبوت            | ۱ ژوئن ۱۹۰۷    |
| برزیل        | −۱۴٫۰ درجه سلسیوس (۶٫۸ درجه فارنهایت)   | کاسادور، سانتا کاتارینا          | ۱۱ ژوئن ۱۹۵۲   |
| شیلی         | −۲۸٫۵ درجه سلسیوس (−۱۹٫۳ درجه فارنهایت) | بالماسدا، Aysen Region           | ۱۶ ژوئن ۱۹۵۸   |
| کلمبیا       | −۱۱٫۰ درجه سلسیوس (۱۲٫۲ درجه فارنهایت)  | Páramo de Berlín, فخنا، سانتاندر | ۱۱ دسامبر ۱۹۷۴ |
| کوراسائو     | ۱۸٫۹ درجه سلسیوس (۶۶٫۰ درجه فارنهایت)   | ویلمستاد                         | ۱۲ دسامبر ۲۰۱۷ |
| گویان فرانسه | ۱۶٫۹ درجه سلسیوس (۶۲٫۴ درجه فارنهایت)   | ماریپاسئولا، گویان فرانسه        | ۲۳ ژانویه ۱۹۶۴ |
| پاراگوئه     | −۷٫۵ درجه سلسیوس (۱۸٫۵ درجه فارنهایت)   | پاراتز گیل، ناحیه بوکورون        | ۱۳ ژوئیه ۲۰۰۰  |
| پرو          | −۲۵٫۲ درجه سلسیوس (−۱۳٫۴ درجه فارنهایت) | مازوکروز، ناحیه پونو             | ۳۰ ژوئن ۱۹۶۶   |
| اروگوئه      | −۱۱٫۰ درجه سلسیوس (۱۲٫۲ درجه فارنهایت)  | ملو، بخش سرو لارگو               | ۱۴ ژوئن ۱۹۶۷   |

###### اقیانوسیه
| کشور/قلمرو                      | دما                                     | شهر/محل                         | تاریخ                        |
| ------------------------------- | --------------------------------------- | ------------------------------- | ---------------------------- |
| استرالیا                        | −۲۳٫۰ درجه سلسیوس (−۹٫۴ درجه فارنهایت)  | Charlotte Pass, New South Wales | ۲۹ June ۱۹۹۴                 |
| ایالات متحده آمریکا · ( هاوایی) | −۱۱٫۱ درجه سلسیوس (۱۲٫۰ درجه فارنهایت)  | Mauna Kea, Hawaii               | ۱۷ May ۱۹۷۹                  |
| نیوزیلند                        | −۲۵٫۶ درجه سلسیوس (−۱۴٫۱ درجه فارنهایت) | Ranfurly, Central Otago         | ۱۸ July ۱۹۰۳                 |
| ساموآ                           | ۱۱٫۱ درجه سلسیوس (۵۲٫۰ درجه فارنهایت)   | Afiamalu                        | ۲۹ September ۱۹۷۱            |
| جزایر سلیمان                    | ۱۷٫۰ درجه سلسیوس (۶۲٫۶ درجه فارنهایت)   | Rennell Tingoa                  | Early June 2016 ۳۰ June ۲۰۱۶ |

#### رکوردهای دیگر دمای پایین
- سردترین تابستان (ماه ژوئیه در نیمکره شمالی): −۳۳ درجه سلسیوس (−۲۷٫۴ درجه فارنهایت); Summit Camp, Greenland on 4 July 2017.[۲۶۵]
- پایین‌ترین دما در نیمکره شمالی: −۶۹٫۶ درجه سلسیوس (−۹۳٫۳ درجه فارنهایت); Greenland Ice Sheet, Greenland on 22 December 1991.[۱۸۴]

### رکورد تفاوت زیاد درجه حرارت
- بالاترین افزایش دما در ۲ دقیقه: ۲۷ °C (49 °F), from −۲۰ درجه سلسیوس (−۴ درجه فارنهایت) to ۷ درجه سلسیوس (۴۵ درجه فارنهایت); Spearfish, South Dakota, on 22 January 1943.[۱۹۷]
- بالاترین افزایش دما در ۲۴ ساعت: +۵۷ °C (+102.6 °F), from −۴۸ درجه سلسیوس (−۵۴ درجه فارنهایت) to ۹ درجه سلسیوس (۴۸ درجه فارنهایت); Loma, Montana, on 15 January 1972.[۲۶۶]
- Fastest temperature drop: 27.2 °C (49 °F) in 5 minutes; Rapid City, South Dakota, 10 January 1911.[۱۹۷]
- بالاترین تفاوت دما در یک ناحیه: ۱۰۵٫۸ °C (190.4 °F), from −۶۷٫۸ درجه سلسیوس (−۹۰٫۰ درجه فارنهایت) on 15 January 1885, 5,7 February 1892 to ۳۸٫۰ درجه سلسیوس (۱۰۰٫۴ درجه فارنهایت) on 20 June 2020; Verhoyansk, Sakha Republic, Russia[۲۶۷][۲۶۸][۲۶۹][۲۷۰]

## بارش
- پایین‌ترین مقدار در سال (محلی): ۰٫۲ میلیمتر (۰٫۰۰۸ اینچ) سالانه یا کمتر، کویلاگوا، منطقه آنتوفاگاستا، شیلی.[۲۷۱]

### باران
- بیشترین در بازهٔ زمانی (۱ دقیقه): ۳۸ میلیمتر (۱٫۵ اینچ). در سنت آن، گراند تره، گوادلوپ، فرانسه ۱۱:۰۳–۱۱:۰۴ بامداد در ۲۶ نوامبر ۱۹۷۰.[۲۷۲]
- بیشترین در (۳ دقیقه): ۶۲ میلیمتر (۲٫۴ اینچ). Portobelo, Colón, پاناما، ۲۹ نوامبر ۱۹۱۱[۲۷۳][۲۷۴]
- بیشترین در (۵ دقیقه): ۱۰۶ میلیمتر (۴٫۲ اینچ). اوکلاهاما، ایالات متحده، ۲۹ نوامبر ۱۹۱۱[۲۷۳][۲۷۴]
- بیشترین در (۱ ساعت): ۳۰۵ میلیمتر (۱۲٫۰ اینچ). Holt, Missouri, ایالات متحده، ۲۲ ژوئن ۱۹۴۷.[۱۰۱]
- بیشترین در ۱۲ ساعت (½-روز): ۱٬۱۴۴ میلیمتر (۴۵٫۰ اینچ); Cilaos, Réunion, 8 ژانویه ۱۹۶۶, during Tropical Cyclone Denise.[۱۰۱]
- بیشترین در ۲۴ ساعت (۱ روز): ۱٬۸۲۵ میلیمتر (۷۱٫۹ اینچ); Cilaos, Réunion, 7–8 ژانویه ۱۹۶۶, during Tropical Cyclone Denise.[۱۰۱]
- بیشترین در ۴۸ ساعت (۲ روز): ۲٬۴۹۳ میلیمتر (۹۸٫۱ اینچ); Cherrapunji, Meghalaya, India, 15–16 June 1995.[۱۰۱]
- بیشترین در ۷۲ ساعت (۳ روز): ۳٬۹۲۹ میلیمتر (۱۵۴٫۷ اینچ); Commerson, Réunion, 24–26 فوریه ۲۰۰۷, during Cyclone Gamede.[۱۰۱]
- بیشترین در ۹۶ ساعت (۴ روز): ۴٬۸۶۹ میلیمتر (۱۹۱٫۷ اینچ); Commerson, Réunion, 24–27 فوریه ۲۰۰۷, during Cyclone Gamede.[۱۰۱]
- بیشترین در ۱ سال: ۲۶٬۴۷۰ میلیمتر (۱٬۰۴۲ اینچ); Cherrapunji, Meghalaya, India, 1860–1861.[۱۰۱]
- بیشترین در یک باران گرمسیری منفرد: ۶٬۴۳۳ میلیمتر (۲۵۳٫۳ اینچ); Commerson, Réunion, during Cyclone Hyacinthe in ژانویه ۱۹۸۰.
- بالاترین میانگین سالیانه (در یک بازهٔ ۱۰ ساله): ۱۱٬۸۷۲ میلیمتر (۴۶۷٫۴ اینچ) (در آمار ۳۸ ساله) و ۱۲٬۷۰۱ میلیمتر (۵۰۰٫۰ اینچ) (1998–2010); Mawsynram, Meghalaya, India or ۱۳٬۴۶۶ میلیمتر (۵۳۰٫۲ اینچ) (1980–2011); López de Micay, Cauca, Colombia.[۱۰۱][۲۷۵]
- بیشترین روزهای بارانی با مقدار قابل اندازه‌گیری a day with at least ۰٫۰۱ اینچ (۰٫۲۵ میلیمتر) of rainfall: ۳۳۱ روز در Oahu, هاوائی، 1939-1940[۲۷۶]

### برف
- بیشترین در یک ماه: ۶ متر بر کشور ایران در آمار قرنی از ۲ تا ۲۴ بهمن ۱۳۵۰ (۲۱ ژانویه تا ۱۲ فوریه ۱۹۷۲)
- بیشترین آن در ۲۴ ساعته: ۲۳۰ سانتیمتر (۹۰٫۶ اینچ) برف بر روی Mount Ibuki,: ۲۳۰ سانتی‌متر (۹۰٫۶ در) برف در کوه ایبوکی، ژاپن در ۱۴ فوریه ۱۹۲۷.[۲۷۷]
- بیشترین در یک ماه تقویمی: 9.91 meters (390 inches) of snow fell in Tamarack, California in January 1911, leading to a snow depth in March of 11.46 meters (451 inches) (greatest measured in North America).[۲۷۸][۲۷۹]
- بیشترین در یک فصل (۱ ژوئیه – ۳۰ ژوئن): 29.0 meters, (95 ft); Mount Baker, Washington, United States, 1998 through 1999.[۲۷۸]
- بیشترین در یک دورهٔ یک‌ساله: 31.5 meters (102 ft); Mount Rainier, Washington, United States, 19 February 1971 to 18 February 1972.[۱۹۷]
- Deepest snowfall recorded: 11.82 meters (38.8 ft) on Mount Ibuki, Japan on 14 February 1927.[۲۸۰]
- Lowest latitude that snow has been recorded at sea level in North America: Snow fell as far south as the city of Tampico, Mexico in February 1895 during the Great Freeze.[۲۸۱][۲۸۲]

## سرعت باد
- Fastest ever recorded: 484±32 km/h (۳۰۱±20 mph) (3-second gust); observed by a DOW (Doppler On Wheels) radar unit in the 1999 Bridge Creek – Moore tornado between Oklahoma City and Moore, Oklahoma, USA, 3 May 1999.[۲۸۳]
- Fastest non-tornadic winds: ۴۰۸ کیلومتر بر ساعت (۲۵۴ مایل بر ساعت) (3-second gust); recorded by anemometer in Severe Tropical Cyclone Olivia passing over Barrow Island, Western Australia, 10 April 1996.[۲۸۴][۲۸۵]
- Fastest non-cyclonic winds: 372 km/h (231 mph) (1-minute average); recorded by anemometer on Mount Washington, New Hampshire, USA, 12 April 1934.[۲۸۴][۲۸۵]
- Fastest daily average: 174 km/h (108 mph); Port Martin (Adélie Land), Antarctica, 24-hour period from 21 March 1951 to 22 March 1951.[۱۹۷]

## پیچندها

### مرگبارترین در تاریخ
- در زمین: حدود ۱٬۳۰۰ نفر تلفات (Daulatpur–Saturia tornado); ناحیه منیک‌گنج بنگلادش، ۲۶ آوریل ۱۹۸۹.[۲۸۶]
- در آمریکای شمالی: ۶۹۵ تلفات (پیچند سه ایالتی); میسوری، ایلینوی، ایندیانا، ایالات متحده، ۱۸ مارس ۱۹۲۵ March 1925.[۱۹۷]
- In Europe: 600 or more deaths (Grand Harbour Tornado); Valletta, Malta, 23 September 1551 or 1556 (sources conflict).[۲۸۷]
- In South America: 63 deaths, San Justo, Santa Fe, Argentina, 10 January 1973.[۲۸۸]
- In Australia: Three deaths, Kin Kin, Queensland tornado, 14 August 1971.[۲۸۹]

### Outbreaks
- Largest and most severe: The 2011 Super Outbreak: 207 confirmed tornadoes occurred in a span of 24 hours, with a total of 337 occurring throughout the duration of the outbreak. They affected six US states, and included 11 rated EF4 and 4 rated EF5.[۲۹۰]

## رویدادهای شدید آب‌وهوایی دیگر

### تگرگ
- سنگین‌ترین رکورد رسمی: ۱٫۰۲ کیلوگرم (۲٫۲۵ پوند). ناحیه گوپال‌گنج، بنگلادش، ۱۴ آوریل ۱۹۸۶.[۲۹۱]
- بزرگ‌ترین قطر اندازه‌گیری شده رسمی: قطر ۲۰ سانتی‌متر (۸٫۰ اینچ)، دور ۴۷٫۳ سانتی‌متر (۱۸٫۶۲۵ اینچ). ویویان، داکوتای جنوبی، ۲۳ ژوئیه ۲۰۱۰.[۲۹۲]
- بزرگ‌ترین دور اندازه‌گیری شده رسمی: ۴۷٫۶ سانتی‌متر (۱۸٫۷۵ اینچ) دور، ۱۷٫۸ سانتی‌متر (۷٫۰ اینچ) قطر. شفق قطبی، نبراسکا، ۲۲ ژوئن ۲۰۰۳.[۲۹۱][۲۹۳]

### آذرخش
- طولانی‌ترین نزول صاعقه: ۷۶۸ کیلومتر (۴۷۷ مایل) در ۲۹ آوریل ۲۰۲۰ در جنوب ایالات متحده.[۲۹۴]
- طولانی‌ترین مدت برای جرقهٔ یک آذرخش: ۱۷٫۱ ثانیه در ۱۸ ژوئن ۲۰۲۰ در اروگوئه و شمال آرژانتین.[۲۹۴]

### شاخص فرابنفش
بالاترین شاخص فرابنفش اندازه‌گیری شده: در ۲۹ دسامبر ۲۰۰۳، شاخص (UV 43.3) در آتشفشان لیکانکابور شیلی/بولیوی در ارتفاع ۱۹۴۲۳ فوتی (۵۹۲۰ متری) شناسایی شد. یک فرد با پوست روشن در چنین شرایطی ممکن است آفتاب سوختگی متوسط را در کمتر از ۴ دقیقه تجربه کند.